# Gabber
Gabber er en form for elektronisk musik, og en sub-genre til hardcore techno. Ordet "Gabber" stammer fra jiddisch, hvor det rigtigt betyder "ven" eller "kammerat". Begyndelsen af genren, spores tilbage til slutningen af 1980'erne i Belgien inden for scenen New Beat med titlen Doughnut Dollies af HNO3 udgivet i 1988, eller Mörder af ZAG udgivet i 1989, Selve genren blev skabt i starten af 90'erne i Rotterdam, Nederlandene. Gabber er kendt for at have et meget aggressivt tonefald og voldsomme lyde. Teksterne handler ofte om vold, stoffer, sex, og andet. Gabber kører i et tempo på cirka 150 til 220 bpm.
Nogle gabber tracks har en meget høj bpm-værdi, og tempoet kan i nogle tilfælde være ligeså højt som genren speedcore.

## Eksempler på gabber-artister
- Angerfist
- Neophyte
- Rotterdam Terror Corps
- Rob Gee
- The Darkraver
- DJ Gizmo
- Buzz Fuzz
- DJ Delirium
- The Prophet
- DJ Dano
- DJ Weirdo